# Hydrachna leegei
Hydrachna leegei är en kvalsterart som beskrevs av Koenike. Hydrachna leegei ingår i släktet Hydrachna och familjen Hydrachnidae. Inga underarter finns listade i Catalogue of Life.